# Cryptocheilus versicolor
Cryptocheilus versicolor ist ein Hautflügler aus der Familie der Wegwespen (Pompilidae).

## Merkmale
Die Tiere erreichen eine Körperlänge von 7 bis 13 Millimetern (Weibchen) bzw. 7 bis 11 Millimetern (Männchen). Bei den Männchen gibt es eine schlanke und eine gedrungene Form. Die Wegwespen sind überwiegend schwarz gefärbt. Das Post-Scutellum ist weiß. Auf dem Hinterleib befindet sich im vorderen Bereich seitlich jeweils ein weißer Fleck. Das folgende Tergit weist eine dunkelgraue Binde auf. Auf dem darauf folgenden Tergit befindet sich mittig ein weißer Fleck. Die vorderen Beine sind schwarz. Die mittleren und hinteren Femora sind orange, die mittleren Tibien sind schwarz, die hinteren orange. Die Flügel sind bräunlich gefärbt.

## Vorkommen
Cryptocheilus versicolor kommt in Süd- und Mitteleuropa bis nach Belgien und in den Süden Polens vor. Die Wegwespen-Art ist auf den Mittelmeerinseln Korsika, Sardinien, Sizilien und Zypern vertreten. Sie ist in Mitteleuropa selten.

## Lebensweise
Cryptocheilus versicolor besiedelt trockene, temperaturbegünstigte, strukturreiche Lebensräume mit Lössböden, Halbtrockenrasen, Binnendünen, wenig bewirtschaftete Weinberge und Abraumhalden. Die Tiere fliegen von Anfang Juni bis Anfang September. Die Weibchen von Cryptocheilus versicolor legen ihre Nester in sandigen Böden an. Die Brut wird mit Wolfsspinnen versorgt. Die Imagines sind meist auf Wilder Möhre, Pastinak und Fetthennen anzutreffen. 